# Гаврилюк, Ярослав Дмитриевич
Ярослав Дмитриевич Гаврилюк (укр. Ярослав Дмитрович Гаврилюк; 29 октября 1951, Львов — 25 мая 2021, Киев) — советский и украинский актёр. Народный артист Украины (2006).

## Биография
Родился 29 октября 1951 года во Львове.
Окончил Киевский государственный институт театрального искусства им. И. Карпенко-Карого (1976).
В 1976—1979 — актёр Львовского театра юного зрителя.
С 1979 года и до конца жизни — ведущий актёр Киевского Молодого театра. Известен театралам исполнением роли Голохвостого в спектакле «За двумя зайцами», играл эту роль множество сезонов подряд.
Являлся председателем общества Героев Крут. Автор книги «Круты. Январь 1918 года», повествующей об истории Украинской революции 1917—1921 годов.
Скончался 25 мая 2021 года в Киеве от коронавируса. Похоронен на кладбище пгт. Брюховичи, Львовская область.

## Фильмография
- 1978 — Под созвездием Близнецов — Ярослав Гаврилюк, охранник
- 1979 — Вавилон XX — Лукьян Соколюк
- 1980 — Дударики — Григорий
- 1980 — От Буга до Вислы — партизан
- 1981 — Такая поздняя, такая тёплая осень — Василий
- 1981 — Утро вечера мудренее — Петр Калита
- 1982 — Грачи — Александр Сергеевич Грач
- 1983 — Завтра начинается сегодня
- 1983 — Три гильзы от английского карабина — Тихон Глоба
- 1984 — Сказки старого волшебника
- 1986 — Обвиняется свадьба — гость
- 1987 — Золотая свадьба — Марко
- 1988 — Передай дальше…
- 1989 — Часовщик и курица — Алексей Юркевич
- 1991 — Грех — Ангелок
- 1991 — Изгой — Стешко
- 1992 — Тарас Шевченко. Завещание — Алексей Капнист
- 1993 — Лунная кукушечка — авалер Людки
- 1999 — Поэт и княжна — Алексей Капнист
- 2001 — Молитва о гетмане Мазепе — кошевой атаман Кость Гордиенко
- 2006 — Приблуда — Петрович
- 2008 — Начать сначала. Марта — дядя Миша
- 2010 — Соседи — Владимир Иванович
- 2012 — Украина, гудбай

## Награды и звания
- Приз за лучшую мужскую роль (фильм «Дударики») на кинофестивале «Молодость-80» (Киев, 1980)[6]
- Приз зрительских симпатий за лучшую мужскую роль в фильме «Приблуда» (2006) на кинофестивале «Открытая ночь. Дубль 11» (Киев, 2007)
- Премия имени Степана Бандеры Львовской обласной рады (2012) — в номинации «научно-учебная национальная государственная деятельность»[7]
- Заслуженный артист Украинской ССР (1982)
- Народный артист Украины (2006)
- Юбилейная медаль «25 лет независимости Украины» (2016)[8]